# Porsche 962
Porsche 962 är en sportvagn, tillverkad av den tyska biltillverkaren Porsche mellan 1984 och 1991.

## Porsche 962
FIA hade dragit ned på antalet tävlingar i sportvagns-VM efter oljekrisen 1973 och fokuserade på loppen i Europa. I Nordamerika övertogs sportvagnsracingen av IMSA och deras IMSA GT Championship. Porsche 962 togs fram för att tävla i IMSA GTP-klassen.
Bilen delade tekniken med 956-modellen, men den anpassades för IMSA:s högre krav på förarsäkerhet. Bland annat förlängdes hjulbasen en decimeter, så att förarens fötter hamnade bakom framaxellinjen. Motorn var en enklare, luftkyld boxersexa från 934:an, först på 2,8 senare på 3,2 liter.
Den längre hjulbasen gav 962:an stabilare och allmänt bättre vägegenskaper och eftersom FIA var på väg att anamma IMSA:s krav på förarsäkerheten ersatte Porsche 956:an med 962C i sportvagns-VM till säsongen 1985. 962C var fortsatt framgångsrik under ett par säsonger, med bland annat två vinster i Le Mans 24-timmars 1986 och 1987, men därefter konkurrerades den åldrande vagnen ut av modernare bilar från Jaguar och Mercedes-Benz som därigenom satte punkt för Porsches nästan tjugoåriga dominans inom sportvagnsracingen.

## Dauer 962
Sedan Porsche lagt ner sin egen tillverkning fortsatte flera fristående firmor att vidareutveckla bilen, bland annat Kremer Racing och Dauer Sportwagen. Det har även byggts landsvägsvagnar baserade på 962:an. Resultatet är en fruktansvärt snabb, om än något opraktisk sportbil.
Sedan FIA:s sportvagns-VM kollapsat efter 1992 dominerades sportvagnsracingen av gran turismobilar. Eftersom Porsche själva inte hade någon passande modell vände man sig till Dauer inför Le Mans 1994 för att anpassa en Dauer 962 till GT1-klassen. Joest Racing tog bilen till seger, med Yannick Dalmas, Hurley Haywood och Mauro Baldi bakom ratten, tolv år efter grundmodellen 956 första seger.

## Tekniska data

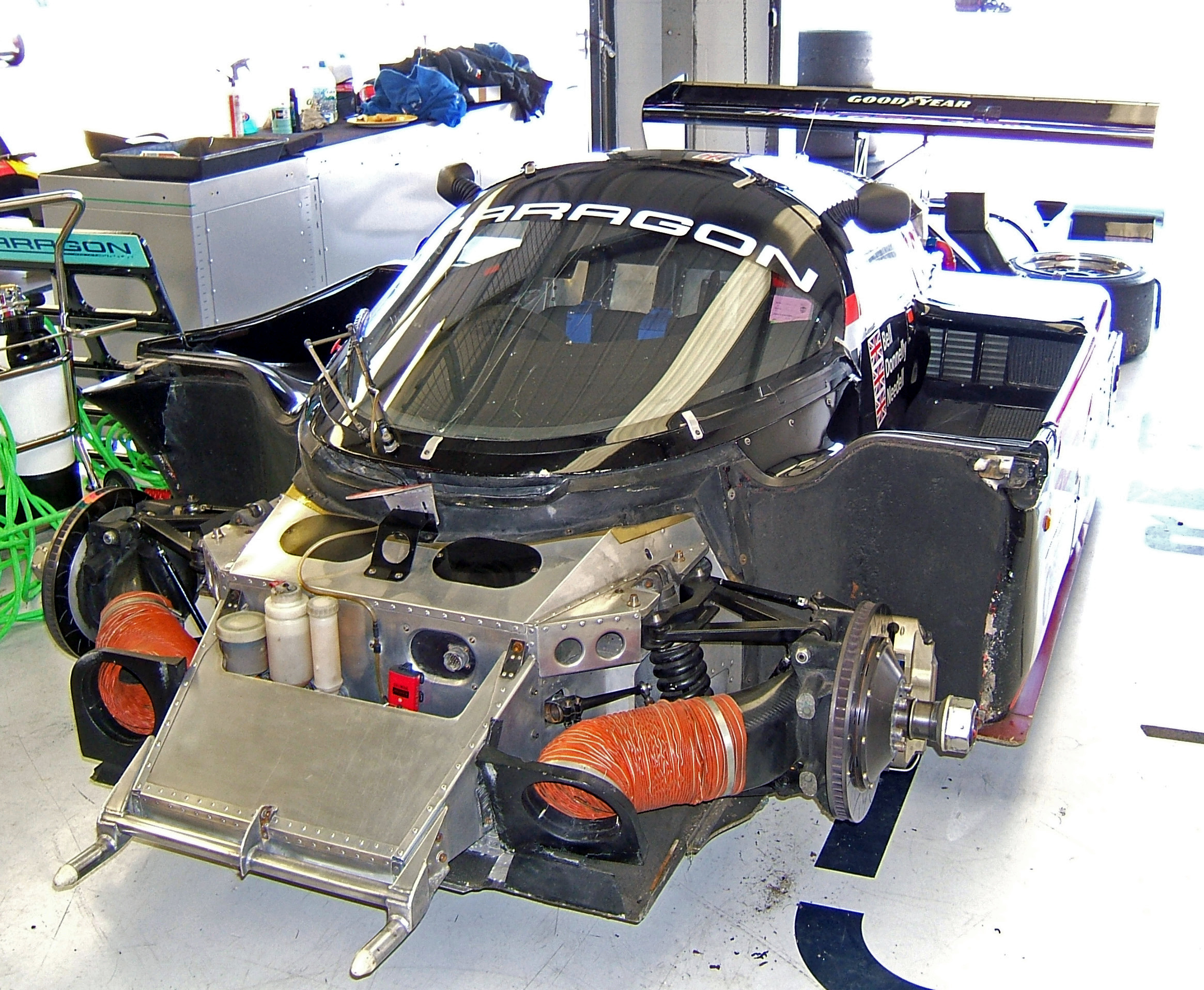
Front med hjulupphängning och bromsar.

| Tekniska data               | 962C                                                                  |
| --------------------------- | --------------------------------------------------------------------- |
| Motor:                      | Mittmonterad 6-cylindrig boxermotor med biturbo                       |
| Kylning:                    | Luftkylning, cylinderhuvuden med vätskekylning                        |
| Cylindervolym:              | 2869 cm³                                                              |
| Max effekt vid varvtal:     | 680 hk vid 8 200 v/min                                                |
| Ventilstyrning:             | Dubbla överliggande kamaxlar per cylinderrad, 4 ventiler per cylinder |
| Bränslesystem:              | Bosch bränsleinsprutning                                              |
| Växellåda:                  | 5-växlad manuell                                                      |
| Hjulupphängning fram & bak: | Dubbla tvärlänkar, skruvfjädrar                                       |
| Bromsar:                    | Ventilerade skivbromsar                                               |
| Chassi & kaross:            | Aluminiummonocoque med kompositkaross                                 |
| Hjulbas:                    | 277 cm                                                                |
| Torrvikt:                   | 850 kg                                                                |
| Toppfart:                   | Ca 400 km/h                                                           |

## Tävlingsresultat

### IMSA GT Championship
Efter en inkörningsperiod under säsongen 1984 visade sig 962:an vara lika överlägsen i IMSA-mästerskapet som 956:an var på andra sidan Atlanten. Modellen vann bland annat seriens viktigaste tävling Daytona 24-timmars fem gånger mellan 1985 och 1991 och tog hem mästerskapstiteln fyra år i rad mellan 1985 och 1988. Därefter började åren ta ut sin rätt och 962:an fick se sig utkonkurrerad av modernare bilar. Privata team fortsatte tävla med bilen fram till GTP-klassens sista säsong 1993.
Fristående sportvagnstillverkare fortsatte bygga bilar baserade på 962-teknik och Kremer vann Daytona 24-timmars så sent som 1995 med en 962-utveckling.

### Sportvagns-VM
962:an körde några VM-tävlingar redan under 1984, med en tredjeplats på Brands Hatch 1000 km som bästa resultat, men det var fortfarande 956:an som var Porsches huvudvapen i VM.
Säsongen 1985 hade de största Porsche-stallen bytt till den nya 962C. VM hade nu omvandlats till ett stallmästerskap och Rothmans Porsche tog hem titeln, med sex segrar på tio lopp, varav tre dubbelsegrar. Le Mans-loppet vanns dock av Joest Racing med en 956:a.
1986 tog Brun Motorsport hem stallmästerskapet, före Porsche-kollegan Joest Racing. 1986 tog 962:an sin första seger i Le Mans-loppet. Tävlingen vanns av Rothmans Porsche, med Hans-Joachim Stuck, Derek Bell och Al Holbert bakom ratten.
1987 tog Porsche bara två segrar, den viktigaste var dubbelsegern på Le Mans, med Hans-Joachim Stuck, Derek Bell och Al Holbert på vinnarplats, före Pierre Yver, Bernard de Dryver och Jürgen Lässig. Efter nästan två decennier fick Porsche se sin långa segersvit bruten, då ett Jaguar-team tog hem VM-titeln. Porsche-stallen lade dock beslag på platserna två till fyra i tabellen.
Privatteamen fortsatte att tävla med 962:an fram till 1991, men lyckades bara ta någon enstaka vinst.